# Фаллах, Акбар
Али́ Акба́р Фалла́х, известный как Акба́р Фалла́х (перс. على اكبر فلاح‎, род. 4 сентября 1966 года, Тегеран, Иран) — иранский борец вольного стиля, чемпион мира, обладатель Кубка мира, призёр чемпионатов Азии и Азиатских игр.

## Спортивные результаты
- Чемпион мира (1993), серебряный призёр чемпионата мира (1995).
- Обладатель Кубка мира (1995).
- Бронзовый призёр Азиатских игр (1986).
- Серебряный призёр чемпионатов Азии (1988, 1992).
- Выступал на Олимпийских играх 1988 года в Сеуле (4 место) и Олимпийских играх 1996 года в Атланте (10 место).

## Видео
- Чемпионат мира 1993, вольная борьба, до 68 кг, финал: Акбар Фаллах (Иран) - Вадим Богиев (Россия)
- Чемпионат мира 1995, вольная борьба, до 68 кг, финал: Араик Геворгян (Армения) - Акбар Фаллах (Иран)